# 日本たばこ産業
日本たばこ産業株式会社（にほんたばこさんぎょう、英: JAPAN TOBACCO INC.、略: JT）は、たばこをはじめとし、医薬品、加工食品などを製造している日本の特殊会社。日本たばこ産業株式会社法（JT法）に基づき、日本専売公社の事業を引き継ぎ、1985年に設立された。東京都港区虎ノ門に本社を置く。
財務省所管。日経平均株価およびTOPIX Core30、JPX日経インデックス400の構成銘柄の一つ。M&Aなどにより、たばこ事業を世界展開しており、企業別の世界シェアは2018年時点で第4位（8.4%）であった。2020年の売上高は2兆926億円である。海外に主力を置いているため、売上の6割は海外事業であり、タバコ関連企業では世界第3位の規模となっている。

## 会社概要

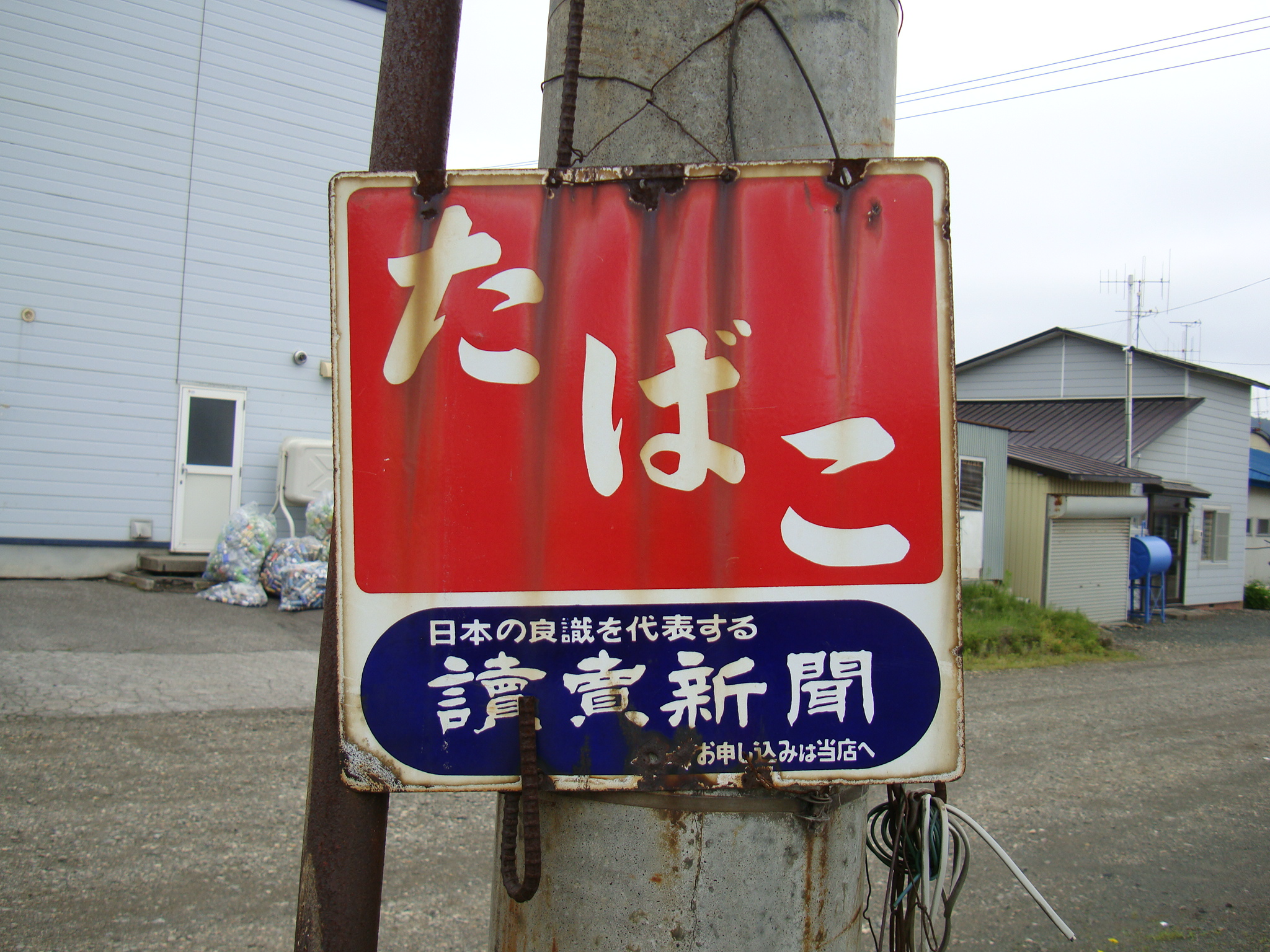
日本専売公社時代のホーロー看板

前身の日本専売公社から1985年（昭和60年）4月1日に業務を承継している。特別法『日本たばこ産業株式会社法』による特殊会社である。同法には、全株式のうち3分の1以上の株式は日本国政府（財務省）が保有しなければならないと規定されている。たばこ事業法により、日本産の葉タバコの全量買取契約が義務付けられている。一方で、煙草製造の独占権が認められている。同法の効力により国内で唯一、たばこの製造を業として行っており、日本におけるたばこの市場占有率は約60%である。他には、医療器具や医科向け医薬品、加工食品、調味料などの製造も手がける。売上高の87%が煙草である（2018年実績。うち国内分は28%）。
世界戦略にも積極的であり、1999年（平成11年）にR.J.レイノルズ・タバコ・カンパニーの子会社であるRJRインターナショナルを買収しJTインターナショナルを設立した。JTインターナショナルを含めた販売シェアは世界第4位である。2007年（平成19年）に英ギャラハーを買収して世界2位のブリティッシュ・アメリカン・タバコに迫った。最近はJTの収益は国内消費の低下を海外消費の上昇で補っている面がある（2010年実績にて売上構成比の45.8%）。
2025年3月3日には、たばこがもたらす健康被害に関するカナダの訴訟について、和解案が合意され、JTはおよそ4000億円の引当金を計上することとしている。
JTの2018年の売上高（たばこ税及びその他の代理取引取扱高を除く）は2兆2160億円で、その構成比は、国内たばこ28.0%、海外たばこ59.2%、医療事業5.1%、食料事業7.3%となっている。2018年の経常利益は5315億円で、国内企業ランキング18位の位置にある。国内株式時価総額ランキングは19位である。
多角化事業として、2001年までファストフードチェーン「バーガーキング」を展開していたことがあったが、ロッテリアやファーストキッチンに譲渡した。1988年に飲料事業に参入し、ユニマットコーポレーションを買収した。清涼飲料水「桃の天然水」や缶コーヒー「ルーツ」などのヒット商品を生み出してきた。コンビニや量販店と厳しい競争の末、2015年に撤退した。子会社となっていたジャパンビバレッジホールディングスの株式もサントリー食品インターナショナルに譲渡された。また、1990年にはチューインガムの製造・販売にも参入した（後述）が、こちらも1年ほどで撤退している。
旧・日本専売公社から塩の専売業務も承継し、塩専売事業本部を置いていたが、1997年（平成9年）4月21日に塩専売法が廃止されて塩事業法に移行し、日本での塩の製造販売が自由化されたため、塩に関する事業は「公益財団法人塩事業センター」が引き継ぎ、従来の食塩（精製塩）は「センター塩」と改称された。
現略称およびJTロゴは1988年10月にコミュニケーション・ネームとして導入された。それ以前のマークはたばこの煙をイメージした、横幅の違う縦長の楕円を3個順番に並べたものを使用しており、「日本たばこ」が略称として用いられていた。
旧日本専売公社の病院である東京専売病院（東京都港区）は、JTに引き継がれた後もそのままの名前で運営されていたが、2005年（平成17年）に国際医療福祉大学に売却され、現在は国際医療福祉大学三田病院と名を変えている。京都専売病院（京都市東山区）も同様に2005年（平成17年）9月に武田病院グループに売却され東山武田病院となり、専売病院の名は消滅した（なお、東山武田病院は2011年12月に閉院している）。

## 沿革
- 1985年4月1日：日本専売公社財産の全額出資により日本たばこ産業株式会社設立。日本たばこ産業株式会社法（昭和59年法律第69号）に基づき公社の一切の権利義務を承継。
- 同日：新規事業の積極的展開を図るため事業開発本部を設置。その後1990年7月までの間に各事業の推進体制強化のため、同本部を改組し、医薬、食品などの事業部を設置。
- 1986年3月：福岡・鳥栖両工場を廃止し、北九州工場を設置。その後1996年6月までの間に9たばこ工場を廃止。
- 1988年10月：コミュニケーション・ネーム「JT」を導入、J・Tそれぞれを「Joyful」「Time」に通じるイメージで事業の拡がりを訴求する形とし生命・自然研究を中心とした多角化を念頭に置きグリーンの基本色とした[14]。またポイ捨て禁止啓発のキャッチフレーズとして「大人ごころだね」が導入される。
- 1991年7月：本社を東京都港区から東京都品川区に移転。
- 1992年：イギリスのマンチェスター・タバコを買収[15]。
- 1993年9月：医薬総合研究所を設置。
- 1994年
  - 10月：政府保有株式の第一次売出し（394,276株）。東京、大阪、名古屋の各証券取引所市場第一部に株式を上場。
  - 11月：京都、広島、福岡、新潟、札幌の各証券取引所に株式を上場。
- 1995年5月：本社を東京都品川区から東京都港区に移転。
- 1996年6月：政府保有株式の第二次売出し（272,390株）。
- 1997年4月：塩専売制度廃止に伴い、当社の塩専売事業を財団法人塩事業センターに移行。たばこ共済年金を厚生年金に統合。
- 1998年
  - 2月：ピルスベリージャパンの食品事業を取得。米国ピルスベリー社（グリーンジャイアント）との協業による加工食品事業への本格参入。
  - 4月：ユニマットコーポレーションと清涼飲料事業での業務提携に関する契約を締結。その後、同社の発行済株式の過半数を取得。
  - 12月：鳥居薬品の発行済株式の過半数を、公開買付により取得。
- 1999年
  - 5月：米国のRJRナビスコ社から米国外のたばこ事業を取得[16]。RJRナビスコは銘柄別販売数当時世界第3位の「ウィンストン」、第5位の「キャメル」といった200近いローカルブランドを有し、更に70か国にわたる販売網を保持しており、それらを全て取得する9400億円という巨額買収案件であった[16]。
  - 7月：旭フーズなど子会社8社を含む旭化成工業の食品事業を取得。
  - 10月：鳥居薬品との業務提携により、医療用医薬品事業における研究開発機能を当社に集中し、プロモーション機能を鳥居薬品に統合。
- 2003年
  - 3月：仙台・名古屋・橋本工場を閉鎖。
  - 10月：自己株式を取得（45,800株）。
- 2004年
  - 3月：広島・府中・松山・那覇工場を閉鎖。
  - 6月：政府保有株式の第三次売出し（289,334株）により政府の保有義務が及ばない株式についての売却が完了。
  - 11月 - 2005年3月：自己株式を取得（38,184株）。
- 2005年（平成17年）
  - 3月：上田・函館・高崎・高松・徳島・臼杵・鹿児島・都城工場を閉鎖。
  - 4月：マールボロ製品の日本国内における製造及び販売、商標を独占的に使用するライセンス契約の終了。
- 2006年4月：1株につき5株の割合で株式を分割。
- 2007年4月：英国ギャラハー社の発行済株式の全てを取得[16]。買収額約2兆2000億円となる1999年のRJRナビスコにならぶ巨額買収案件となった[16]。
- 2008年
  - 4月：加ト吉（現在：テーブルマークホールディングス）を完全子会社化。
  - 7月：食品事業を再編。加工食品事業および調味料事業を加ト吉に集約し、飲料事業の販売機能をジェイティフーズから新設のジェイティ飲料に移管。一方、ジェイティフーズ、日本食材加工、サンバーグ、一品香食品、サンジェルマンなどの食品事業関連会社が加ト吉の子会社に移行した[17]。
- 2010年
  - 7月16日：同年10月1日から始まるたばこ税の増税により、財務省からたばこ事業法第33条第2項に基づき、たばこ小売定価変更の認可を受ける[18]。
  - 10月1日：日本たばこ産業、たばこ製品103銘柄の小売定価改定[19]。マイルドセブンが300円から410円になる。
- 2011年11月：スーダンの大手たばこ会社「ハガー・シガレット&タバコ ファクトリー」を買収[20]。買収額は350億で、ハガー社は2010年度40億本の煙草を販売していた[20]。
- 2012年
  - 8月15日：ベルギーのたばこ会社「グリソン社」を買収。買収額は4億7500万ユーロ（当時レートで462億円）[21]。同社は2011年の販売数量は約3900トン（紙巻きたばこ換算で52億本）で売上高は8670万ユーロ（当時レートで約93億円）[22]。手巻きたばこ市場においてフランス20%超、ポルトガル23%弱のシェアを持っていた[22]。
  - 11月16日：エジプトの水たばこ会社「ナハラ」を買収すると発表[23]。ナハラは2011年12月期でエジプトのほか中東、北アフリカの85カ国で水たばこを販売していた[23]。
- 2013年3月：日本国政府は、東日本大震災の復興財源のため、持ち株を売却した[24]。同月にはピルズベリー社より「グリーンジャイアント」ブランドを受け継いでいた、米国ゼネラル・ミルズ社との契約を終了。これに伴い、同社よりライセンス供与を受けていた家庭用冷凍野菜食品の販売事業からも撤退[25]。
- 2015年
  - 2月4日：同年9月を目途に「桃の天然水」などの飲料事業から撤退することを発表[26]。自動販売機も後述の経緯で売却[27]。
  - 9月14日：イラン「アリヤン・タバコ・インダストリー」の全株式を取得、完全子会社化[28][29]。
  - 9月30日：『ナチュラル・アメリカン・スピリット（NAS）』の米国外での事業を買収することで、レイノルズ・アメリカンと契約を締結したと発表[30]。買収額は6000億円[30]。1999年のRJRナビスコ、2007年のギャラハーと並ぶ巨額買収となった[30]。
- 2016年
  - 1月：Natural American Spiritの米国外たばこ事業を買収する。
  - 2月：ブラジルのたばこや喫煙具などを扱う流通会社「フラクソ」を買収[31]。
  - 3月：ドミニカ共和国のたばこ会社「ラ・タバカレラ」を買収。個人株主から発行済株式の50%を約16億円で取得[32]。「Ploom TECH」が発売される。
  - 7月：抗HIV薬「ゲンボイヤ®配合錠」の国内販売開始。
  - 7月15日：エチオピアのたばこ専売会社「ナショナル・タバコ・エンタープライズ」の発行済株式の40%を約535億円で取得[33]。
  - 12月：抗HIV薬「デシコビ®配合錠LT」「デシコビ®配合錠HT」の国内製造販売承認を取得。
- 2017年
  - 8月：JSC Donskoy Tabak（ロシア）を買収。
  - 8月4日：インドネシアのたばこメーカー「カリヤディビア・マハディカ」と同社の流通会社「スーリヤ・ムスティカ・ヌサンタラ」の2社を1100億円で買収すると発表[34]。同社は当時インドネシアで2.2%のシェアを持っていた[34]。
  - 8月22日：フィリピンのたばこ大手「マイティー・コーポレーション」のたばこ事業に関わる資産を468億フィリピン・ペソ（当時レート：1048億円）で買収を合意したと発表[35]。マイティー・コーポレーションは当時フィリピンでたばこのシェア2位（23％）であった[35]。
  - 10月31日：買収を発表していたインドネシアのたばこメーカー「カリヤディビア・マハディカ」と同社の流通会社「スーリヤ・ムスティカ・ヌサンタラ」の2社の買収を完了[36]。
  - 12月：エチオピアの大手たばこ会社National Tobacco Enterprise S.Cの発行済株式の約30%を追加取得し、保有シェアを70%へ引き上げ。
- 2018年
  - 3月16日：ロシア4位のたばこメーカー（当時）「ドンスコイ・タバック」を1900億円で買収すると発表[37]。
  - 8月1日：買収を発表していた「ドンスコイ・タバックス」の買収を完了[38]。
  - 8月6日：バングラデシュ2位のたばこメーカー（当時）「アキジグループ」のたばこ事業を1645億円で買収すると発表[39]。アキジグループは当時バングラデシュで20%のシェアを持っていた[39]。
  - 11月29日：買収を発表していた「アキジグループ」のタバコ事業買収を完了[40]。
- 2019年
  - 1月1日：中間持株会社のテーブルマークホールディングスを解散し、孫会社であったテーブルマーク株式会社、富士食品工業株式会社、株式会社サンジェルマンの三社を直接の子会社とする組織再編を実施[41]。
  - 1月：「Ploom TECH+」「Ploom S」が発売される。
- 2020年
  - 10月5日：本社機能を神谷町トラストタワー（森トラスト）に移転。現在のJT本社ビルは移転完了後、住友不動産に売却した。当初は2021年1月を予定していた[42]。
- 2021年
  - 8月17日：「Ploom X」が発売される[43]。
- 2022年
  - 3月31日：九州工場廃止[44]。
  - 12月：サンジェルマン並びに同社子会社の北海道サンジェルマンをクリエイト・レストランツ・ホールディングスに売却。譲渡金額は23億4000万円[45][46]。
- 2024年
  - 8月21日：アメリカ4位のたばこメーカー「ベクター・グループ（英語版）」を3780億円で買収すると発表[47]。同年10月7日に完全子会社化した[48]。
- 2025年
  - 5月7日：塩野義製薬が、JTの医薬品事業や、傘下の鳥居薬品などを、およそ1600億円で買収すると発表した。JTは医薬品事業から撤退し、本業に集中するとしている[49]。

## 歴代役員

### 会長
| 氏名     | 出身         | 就任年月日    |
| -------- | ------------ | ------------- |
| 岩田弍夫 | 東芝         | 1988年6月28日 |
| 土方武   | 住友化学工業 | 1992年6月24日 |
| 水野勝   | 大蔵省       | 2000年6月29日 |
| 小川是   | 大蔵省       | 2001年6月28日 |
| 涌井洋治 | 大蔵省       | 2004年6月24日 |
| 木村宏   | 日本専売公社 | 2012年6月22日 |
| 丹呉泰健 | 大蔵省       | 2014年6月24日 |
| 岩井睦雄 | 日本専売公社 | 2022年3月23日 |

### 社長
| 代 | 氏名     | 出身               | 前職                                | 就任年月日    |
| -- | -------- | ------------------ | ----------------------------------- | ------------- |
| 1  | 長岡實   | 大蔵省             | 大蔵事務次官 日本専売公社最後の総裁 | 1985年4月1日  |
| 2  | 水野繁   | 大蔵省             | 国税庁長官 （社）信託協会副会長     | 1988年6月     |
| 3  | 水野勝   | 大蔵省             | 国税庁長官 （社）生命保険協会副会長 | 1994年6月30日 |
| 4  | 本田勝彦 | 日本専売公社       | 初の内部昇格                        | 2000年6月29日 |
| 5  | 木村宏   | 日本専売公社       | 内部昇格                            | 2006年6月     |
| 6  | 小泉光臣 | 日本専売公社       | 内部昇格                            | 2012年6月22日 |
| 7  | 寺畠正道 | （民営化後に入社） | 内部昇格 初のJT出身者               | 2018年1月     |

## ブランド一覧
日本たばこ産業製造。

### 紙巻たばこ

#### 現行販売製品
2011年（平成23年）5月12日に日本たばこ産業は、東日本大震災の影響により、たばこ23銘柄を廃止して73銘柄に絞り込む事が発表された。
- 銘柄数 129銘柄 （2016年12月26日時点、うち12銘柄は輸入販売）
- ブランド数 17ブランド（2016年12月26日時点）

- 上記記載の内容は日本たばこ産業製造で日本国内で販売及び販売終了のもの。
- ※印の製品は日本たばこ産業から販売された時期を記載
- WAVE（現在は海外限定販売、1986年末 - 1987年ごろのごく短期間だけ日本でも発売されたMILD SEVENのロングサイズ）
- 峰（免税店や海外では販売継続）
- JT製免税店取り扱い銘柄

#### 販売終了製品
日本たばこ産業及び日本専売公社から販売されていたブランド
| ブランド名                 | 誕生年  | 廃止年 | 廃止銘柄数 | 備考                                                                                                |
| -------------------------- | ------- | ------ | ---------- | --------------------------------------------------------------------------------------------------- |
| ルナ                       | 1967年  | 1992年 | 1銘柄      | |
| チェリー                   | 1970年  | 2011年 | 1銘柄      | 東日本大震災の影響で廃止                                                                            |
| ミスター・スリム           | 1971年  | 2003年 | 2銘柄      | |
| カレント                   | 1972年  | 1993年 | 1銘柄      | |
| ミニ・スター               | 1972年  | 2008年 | 1銘柄      | 30本入り、2008年2月まで販売                                                                         |
| 峰                         | 1972年  | 2010年 | 2銘柄      | 国産初のボックスパッケージ、免税店では販売継続                                                      |
| ハイトーン                 | 1972年  | 2011年 | 1銘柄      | 沖縄県限定ブランド                                                                                  |
| マールボロ                 | 1973年  | 2005年 | 14銘柄     | ライセンス生産。フィリップモリスで販売継続。                                                        |
| エプソン                   | 1976年  | 1993年 | 1銘柄      | |
| ジャスト                   | 1976年  | 2002年 | 1銘柄      | テンダー発売までは最も軽い銘柄だった                                                                |
| トーク                     | 1977年  | 1993年 | 1銘柄      | 国産初の100mm製品、ケント対抗銘柄                                                                   |
| ジョーカー                 | 1978年  | 2001年 | 1銘柄      | 国産唯一の120mm製品 2014年にJOKER CHAOSとして復活。                                                 |
| 雅                         | 1978年  | 1987年 | 1銘柄      | 京都府限定銘柄                                                                                      |
| パートナー                 | 1978年  | 2001年 | 1銘柄      | |
| プロムナード               | 1979年  | 1993年 | 1銘柄      | パイプ用の葉を紙巻たばこにした物                                                                    |
| サムタイム                 | 1977年  | 2011年 |            | メンソールブランド                                                                                  |
| テンダー                   | 1980年  | 2003年 | 2銘柄      | フロンティア発売までは最も軽い銘柄だった                                                            |
| ノバ                       | 1982年  | 1987年 | 4銘柄      | フレーバーたばこ                                                                                    |
| ミルデゾルテ・ウルトラ     | 1983年  | 1992年 | 1銘柄      | ライセンス生産                                                                                      |
| コスモス                   | 1984年  | 2003年 | 2銘柄      | パーラメント対抗銘柄、旧専売公社時代最後の新製品                                                    |
| サマディ                   | 1985年  | 1986年 | 1銘柄      | 国産唯一のクレティック（丁子入）たばこ                                                              |
| エントリー                 | 1986年  | 1987年 | 1銘柄      | |
| メロディ                   | 1986年  | 1989年 | 1銘柄      | 日本、ポルトガル、フランスの共同開発銘柄                                                            |
| ウェイブ                   | 1986年  | 1987年 | 1銘柄      | 海外では販売中                                                                                      |
| アレックス                 | 1986年  | 1989年 | 2銘柄      | |
| ディーン                   | 1986年  | 1991年 | 1銘柄      | 後継銘柄：ホープ・ライト                                                                            |
| ミスティ                   | 1987年  | 1991年 | 3銘柄      | メンソールブランド                                                                                  |
| リベラ・マイルド           | 1987年  | 2001年 | 1銘柄      | ラーク・マイルド対抗銘柄                                                                            |
| シルクロード               | 1987年  | 1994年 | 1銘柄      | パイプ用の葉を紙巻たばこにした物。2008年にリトルシガー化して復活                                    |
| フロンティア               | 1988年  | 2012年 | 10銘柄     | 国産初の1mg及び3mg製品、キャスター・フロンティア・ワン・ボックスに名称変更およびブランド統合        |
| プライム                   | 1988年  | 1989年 | 1銘柄      | マイルドセブン・プライムとは別物                                                                    |
| クラリス・ライト           | 1989年  | 1992年 | 2銘柄      | セーラム対抗銘柄、後継銘柄：マールボロ・ライト・メンソール・ボックス                                |
| エピック・メンソール       | 1989年  | 2003年 | 1銘柄      | スーパースリムタイプ。海外では継続                                                                  |
| ビサイド                   | 1989年  | 1992年 | 1銘柄      | |
| ウィズクラス               | 1989年  | 1992年 | 1銘柄      | |
| チェロキー                 | 1990年  | 1994年 | 2銘柄      | バニラフレーバー                                                                                    |
| スティングレー             | 1991年  | 1992年 | 1銘柄      | ラッキーストライク対抗銘柄                                                                          |
| ミラ・ショーン             | 1991年  | 2004年 | 2銘柄      | |
| セレクト・スペシャルライト | 1991年  | 2002年 | 2銘柄      | |
| ジタン・ブロンド・100's    | 1993年  | 2003年 | 1銘柄      | ライセンス生産                                                                                      |
| アルファ                   | 1994年  | 2008年 | 2銘柄      | フロンティア・ライトに次ぐ1mg製品第2弾。マイルドセブン・ワン/同ワン・メンソールに統合される形で廃止 |
| エアーズ                   | 1997年  | 2004年 | 2銘柄      | 煙の出ない特殊なたばこ                                                                              |
| ゼファー                   | 1997年  | 2002年 | 1銘柄      | パーラメント対抗銘柄                                                                                |
| バリアント・ボックス       | 1998年  | 2001年 | 1銘柄      | 後継銘柄：セブンスター・メンソール・ライト・ボックス                                                |
| スピリット                 | 2001年  | 2003年 | 1銘柄      | ショートホープサイズ、福岡限定                                                                      |
| ハーモニー                 | 2001年  | 2003年 | 1銘柄      | 初の低臭気たばこ、D-Specのテスト版                                                                  |
| シーズンズ                 | 2002年  | 2004年 | 1銘柄      | 韓国との共同開発。韓国では現役                                                                      |
| アイシーン                 | 2002年  | 2010年 | 1銘柄      | メンソールブランド、ピアニッシモ・アイシーン・メンソールに名称変更およびブランド統合                |
| ルーシア                   | 2003年  | 2010年 | 2銘柄      | 初のD-spec製品/メンソールブランド、ピアニッシモ・ルーシア・メンソールに名称変更およびブランド統合   |
| アルファベット             | 2003年  | 2007年 | 6銘柄      | マルボロ後継として地域限定発売→地域拡大                                                             |
| 富士ルネッサンス           | 2004年  | 2006年 | 2銘柄      | |
| ビービースラッガー         | 2004年  | 2005年 | 1銘柄      | |
| ビターバレー               | 2004年  | 2004年 | 1銘柄      | わずか4カ月のテスト販売で廃止になった幻の銘柄（JT移行後発売の銘柄としては最短命）                   |
| シエスタ                   | 2004年  | 2006年 | 2銘柄      | |
| 凛                         | 2005年  | 2006年 | 1銘柄      | |
| さくら                     | 2005年  | 2011年 | 2銘柄      | 一部D-spec製品 地域限定発売                                                                         |
| アイランド                 | 2005年※ | 2006年 | 2銘柄      | RJRより移管、JT移行後は沖縄限定                                                                     |
| イヴ・サンローラン         | 2005年※ |        | 2銘柄      | RJRより移管されたが国内販売せず                                                                     |
| モア                       | 2005年※ |        | 1銘柄      | RJRより移管されたが国内販売せず                                                                     |
| プレミア                   | 2005年※ | 2011年 | 1銘柄      | ※D-spec製品                                                                                         |
| イジット                   | 2005年  | 2006年 | 2銘柄      | |
| バンテージ                 | 2006年  | 2010年 | 1銘柄      | ※沖縄県限定ブランド（JT移管後）                                                                     |
| ディースペック             | 2007年  | 2010年 | 3銘柄      | D-spec製品 地域限定発売                                                                             |
| メンフィス                 | 2008年※ |        | 2銘柄      | Austria Tabakより移管されたが国内販売せず                                                           |
| アロマ・バニラ             | 2008年※ |        | 1銘柄      | Austria Tabakより移管されたが国内販売せず                                                           |
| スチーム・ホット・ワン     | 2009年  | 2010年 | 1銘柄      | 静岡県限定、煙の出ない特殊なたばこ                                                                  |

- ※印の製品は日本たばこ産業から販売された時期を記載

#### 旧日本専売公社時代に販売終了した製品
| ブランド名             | 誕生年 | 廃止年 | 廃止銘柄数 | 備考                                                                 |
| ---------------------- | ------ | ------ | ---------- | -------------------------------------------------------------------- |
| 敷島                   | 1904年 | 1946年 | 2銘柄      | 両切り/口付き、両切りは国内最短命銘柄                                |
| 朝日                   | 1904年 | 1977年 | 2銘柄      | 両切り/口付き、最後まで販売された口付きたばこ                        |
| 誉（ほまれ）           | 1905年 | 1948年 | 1銘柄      | 両切り                                                               |
| 麗                     | 1932年 | 1946年 | 1銘柄      | 両切り                                                               |
| 響                     | 1932年 | 1947年 | 1銘柄      | 口付き                                                               |
| 光                     | 1936年 | 1965年 | 1銘柄      | 両切り                                                               |
| さかえ                 | 1938年 |        | 1銘柄      | 両切り/国産初のメンソールたばこ（当時は「薄荷入」という表現）        |
| 桜                     | 1940年 | 1946年 | 1銘柄      | 両切り                                                               |
| 鵬翼                   | 1941年 | 1947年 | 2銘柄      | 両切り                                                               |
| コロナ                 | 1946年 | 1949年 | 1銘柄      | 両切り                                                               |
| いこい                 | 1948年 | 1974年 | 3銘柄      | 両切り                                                               |
| ハッピー               | 1948年 | 1957年 | 2銘柄      | 両切り                                                               |
| 富士                   | 1953年 | 1974年 | 2銘柄      | 両切り                                                               |
| パール                 | 1955年 | 1967年 | 2銘柄      | 両切り                                                               |
| みどり                 | 1957年 | 1972年 | 1銘柄      | 両切り/メンソール                                                    |
| スリーエー             | 1960年 | 1964年 | 1銘柄      | 両切り/東京オリンピック開催記念銘柄                                  |
| オリンピアス           | 1963年 | 1964年 | 2銘柄      | 両切り/フィルター付、東京オリンピック開催記念銘柄                    |
| とうきょう64           | 1963年 | 1967年 | 1銘柄      |                                                                      |
| ひびき                 | 1964年 | 1967年 | 1銘柄      |                                                                      |
| エムエフ(mf)           | 1965年 | 1978年 | 1銘柄      | 国産初のフィルター付メンソールたばこ、ブランド名はMenthol Filterの略 |
| やまと                 | 1966年 | 1973年 | 1銘柄      |                                                                      |
| コハク                 | 1966年 | 1969年 | 1銘柄      |                                                                      |
| 泉(izumi)              | 1967年 | 1972年 | 1銘柄      | メンソールブランド                                                   |
| 太陽                   | 1967年 | 1968年 | 1銘柄      | 両切り銘柄としてはこれ以降発売されていない（2013年1月現在）          |
| 蘭                     | 1970年 | 1978年 | 1銘柄      | 高級たばこ                                                           |
| エポック               | 1970年 | 1974年 | 1銘柄      |                                                                      |
| ベル・ミニ             | 1971年 | 1973年 | 1銘柄      |                                                                      |
| ロン                   | 1972年 | 1978年 | 1銘柄      | 沖縄限定、沖縄返還によりオリエンタル煙草から移管                     |
| マリーナ               | 1972年 | 1978年 | 1銘柄      | 後継銘柄：マイルドセブン（発売1年間は併売）                          |
| おおぞら               | 1972年 | 1976年 | 2銘柄      | 当初は「宙」表記だった                                               |
| オールド・スプレンダー | 1973年 | 1983年 | 1銘柄      | ライセンス生産                                                       |
| ベンソン&ヘッジス      | 1974年 | 1982年 | 1銘柄      | ライセンス生産                                                       |
| アスター               | 1975年 | 1981年 | 1銘柄      | ライセンス生産                                                       |
| いぶき                 | 1978年 | 1979年 | 1銘柄      |                                                                      |
| こもれび               | 1978年 | 1983年 | 1銘柄      |                                                                      |
| ジョイ                 | 1980年 | 1981年 | 1銘柄      | 10本入り                                                             |
| シャンパーニュ         | 1981年 | 1984年 | 1銘柄      | 日本、フランス、オーストリアの共同開発銘柄                           |
| うりずん               | 1982年 | 1984年 | 1銘柄      | 沖縄限定                                                             |
| ハーフタイム           | 1983年 | 1985年 | 1銘柄      | サムタイムの高級版                                                   |
| 匠                     | 1984年 | 1985年 | 1銘柄      |                                                                      |

#### 輸入販売製品
（2008年4月から、海外のJTインターナショナルの工場…旧ギャラハーの工場で生産）

#### ライセンス生産終了製品
- マールボロ（米国フィリップモリス社よりライセンス生産、ただし2005年4月末をもってライセンス契約終了）
- ジタン（アルタディス（当時はセイタ）社よりライセンス生産。現在はブロンドも輸入品）
- ミルデゾルテ、オールド・スプレンダー（オーストリア・タバコ社よりライセンス生産していた）
- ベンソン&ヘッジス（ブリティッシュ・アメリカン・タバコ社よりライセンス生産。ヨーロッパでB&Hを生産しているギャラハー社を買収したため、今後生産を再開する可能性がある）
- アスター

### 葉巻たばこ
- グロリア ※
- パロマ ※
- マリポーサ（シガリロ） ※
- マリポーサ（シガー）
- バルカ
- ボニータ
- アルカディア
- ランバージャック ※
- キース・マイルド ※
- キース・スリム ※
- キース・メンソール

上記の銘柄は全て2004年4月末日をもってJTでの製造が終了した。 現在は※印の付いた銘柄のみ基本的な喫味品質及び銘柄イメージを踏襲した製品をギャラハーが製造し、JTの関連会社である日本たばこアイメックスが輸入し、国内で販売している。
現在販売している銘柄は次の通り。
- グロリア・プレミアム
- パロマ2
- ランバージャック2
- マリポーサ2シガリロ
- キース・マイルド
- キース・スリム
- キース・スリム・アロマメルティ（旧メープルアロマ）
- キース・スリム・アロマフレッシュ（旧アップルチェリー）
- キース・スリム・アロマミント（旧ローズ）
- キース・マイルド・アロマ・ロースト（旧カフェラテ）

### パイプたばこ
- 桃山（缶入りとパウチの2種類）
- ロックン・チェア
- 飛鳥
- プロムナード
- シルクロード
- カピート・メローライト
- カピート・スーパーライト
- ビッグホーン
- ビッグホーン・アプリコット・ブランデー
- フォレスト・ウイスキー

上記の銘柄は全て2004年4月末日をもってJTでの製造が終了した。現在は基本的な喫味品質及び銘柄イメージを踏襲した製品をデンマークの老舗パイプたばこメーカーであるマックバレン（Mac Baren Tobacco Company）に製造を委託し、JTの関連会社である日本たばこアイメックスが輸入し、国内で販売している。
現在販売している銘柄は次の通り。
- 桃山（缶入りとパウチの2種類）
- ロックン・チェア2
- 飛鳥
- プロムナード2
- シルクロード2
- カピート2メローライト
- カピート2スーパーライト
- ビッグホーン2（2016年廃止）
- ビッグホーン2アプリコット（2016年廃止）
- フォレスト2ウイスキー（2015年廃止）

### 煙管たばこ
- 小粋
- 桔梗（現在は廃止）
- 山吹（現在は廃止）

### 嗅ぎたばこ
- ゼロスタイル・ミント（2010年（平成22年）5月17日販売）
- ゼロスタイル・ビターリーフ（2011年（平成23年）12月1日販売）

いずれも東京都・神奈川県・千葉県・埼玉県中心に販売

### 加熱式たばこ
ウェブページ上では「パイプたばこ」として扱われている。
- プルーム（2013年（平成25年）12月12日販売、本体は販売終了）

プルーム専用たばこポッドは以下の通り
- ルガーノ・フォー・プルーム
- オーチャード・フォー・プルーム
- ゴールド・フォー・プルーム
- クーラー・フォー・プルーム
- メビウス・フォー・プルーム
- ピアニッシモ・フォー・プルーム
- マルチパック・フォー・プルーム

本体・カートリッジ共に通信販売のみで販売されている。
- プルーム・テック（2016年（平成28年）3月1日販売）

プルーム・テック専用たばこカプセルは以下の通り。
- メビウス・レギュラー・フォー・プルーム・テック
- メビウス・クーラー・グリーン・フォー・プルーム・テック
- メビウス・クーラー・パープル・フォー・プルーム・テック

本体・カートリッジ共に、店頭販売のほかに通信販売もされている。

## 過去の事業

### ソフトドリンク
かつて商品および自動販売機ともにHALFTIME（ハーフタイム）ブランドを掲げていたが廃止された。ジェイティフーズのソフトドリンクを中心としたジャパンビバレッジの自動販売機には、以前製品の日本たばこ産業のコーポレートスローガンでもあるdelight（ディライト）というブランドが掲げられている。また、たばことの差別化と抵抗感を避けるため、冷凍食品などと同様に、製造・販売はジェイティ飲料、商品開発は日本たばこ産業が行う事業形態をとっていた。
JTは2015年2月4日、同年9月末にソフトドリンク事業から撤退すると発表した。理由は「JTグループの中長期的な成長に貢献するのは困難であると判断したため」とのこと。人気商品のみ他社へ譲渡する可能性は「検討していく」方針としており、その後同年5月25日に、JT子会社で同社製品の自動販売機を取り扱うジャパンビバレッジホールディングスと共にサントリー食品インターナショナルへ売却されることが発表された。ブランドに関しては売却後も維持していくとされた。

#### 代表銘柄
- ルーツシリーズ：缶コーヒー

キーコーヒーと共同開発。
- セノビー：乳酸菌飲料

2002年6月に発売開始した当初はMBPが含有されている旨が明記されていたが、のちに明記されなくなった。なお、かつては「セノビースペシャル」「セノビーラクトフェリン」も販売されていた。
- 辻利（つじり）：緑茶飲料

京都宇治の老舗、辻利一本店との共同開発。初代当主の辻利右衛門は玉露を開発した人物。
- ミスパーラーシリーズ：おやつ系飲料ブランド
  - ひんやり夏みかんゼリー：果汁入りゼリー飲料
  - 桃の天然水（"天然水シリーズ"は桃の他にもぶどうなどがある）
- ローヤルスターシリーズ：栄養ドリンク（指定医薬部外品）
  - ローヤルエナジーライト

元々は栄養ドリンク（清涼飲料水）だったが、1999年4月の薬事法改正で医薬品ドリンク剤が医薬部外品になったのを受けたもの（ライフィックス時代に医薬品ドリンク剤の「ベッセンD」を引き継いだ）。2009年6月の薬事法改正で「指定医薬部外品」となった。
- ハーフタイム (half time)

1988年、JTが飲料事業に参入したときに採用されたブランドである。以降、JTが発売するソフトドリンクについては基本的に「ハーフタイム」のブランドを掲げており、ジャンルもコーヒー、スポーツドリンク、お茶など多岐に渡った。2000年、「ルーツ」ブランドを発売、「ハーフタイム」ブランドは廃止された。以降、缶コーヒーは「ルーツ」のブランドを掲げ、その他一部の商品には「Miss Parlor」のブランドを掲げた。なお、2015年にJTは飲料事業から撤退している。

### 菓子

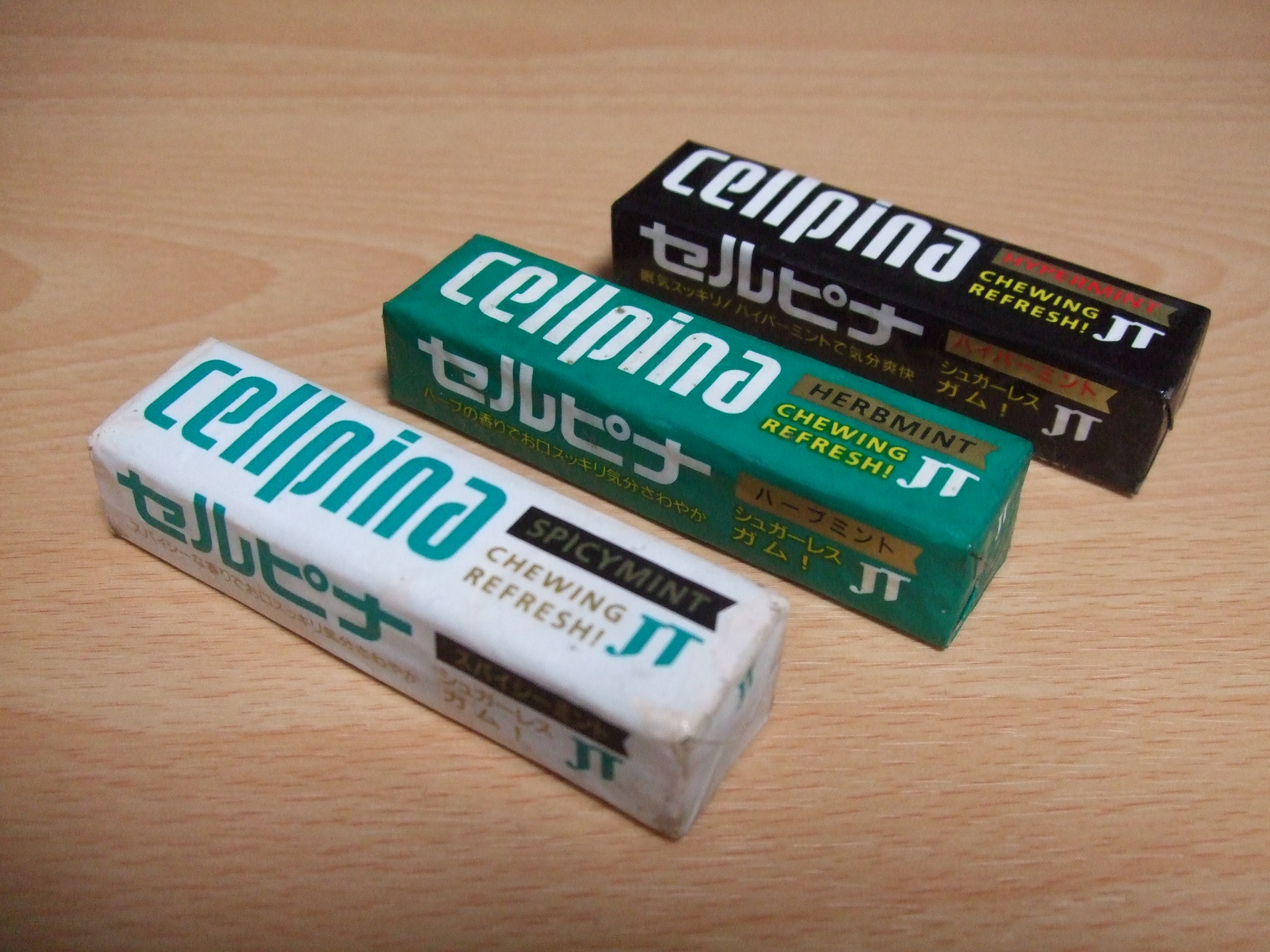
チューインガム「セルピナ」
詳細は記事参照のこと。

1990年にチューインガム事業への新規参入を図った。商品名は「セルピナ」で、3種類発売された。
- 「セルピナ・ハーブミント」（1990年3月1日発売）
- 「セルピナ・スパイシーミント」（1990年3月1日発売）
- 「セルピナ・ハイパーミント」（1990年10月30日発売）

いずれも1991年5月末販売休止（＝事実上の販売終了）となった。
上記製品は「チューインガム事業への新規参入であることを考慮し、商品力の評価、販売ノウハウ、事業運営ノウハウ等もあわせて習得する」との理由から、静岡県にてテスト販売の形式で販売されたが、静岡県での販売実績などを踏まえて本発売は見送られたことから、静岡県以外では目に触れることのない「幻の商品」となった。チューインガムの販売にあたっては、大阪市に本社を置くトップ製菓の技術指導のもとで行われた。

## 製造・研究拠点

### 研究所
- たばこ中央研究所（神奈川県横浜市青葉区）
- 葉たばこ研究所（栃木県小山市）
- 医薬総合研究所（大阪府高槻市）：生命誌研究館併設。

### 工場
- 友部工場（茨城県笠間市）
- 北関東工場（栃木県宇都宮市）
- 東海工場（静岡県磐田市）
- 関西工場（京都府京都市伏見区）
- 西日本原料本部（熊本県合志市）
- 生産技術センター（東京都墨田区）
- 台南工場（中華民国台南市）

### 閉鎖された工場
- 1986年3月末閉鎖
  - 福岡工場（福岡県福岡市博多区）：跡地は商業施設のパピヨンプラザ→ブランチ博多パピヨンガーデンとなった。
  - 鳥栖工場（佐賀県鳥栖市）：跡地は商業施設のジョイフルタウン鳥栖→フレスポ鳥栖となった。
- 1987年3月末閉鎖
  - 秦野工場（神奈川県秦野市）：跡地は商業施設のジョイフルタウン秦野→イオン秦野ショッピングセンターとなった。
- 1988年2月末閉鎖
  - 岐阜工場（岐阜県岐阜市）：閉鎖後、北海製罐との合弁でJTキャニング→西日本キャンパック→日本キャンパックの飲料工場となった。
- 1989年3月末閉鎖
  - 千葉原料工場（千葉県千葉市）
  - 長岡工場（新潟県長岡市）
- 1989年8月末閉鎖
  - 山形工場（山形県山形市）：閉鎖後、JTニフコ→ニフコ山形となった。
- 1990年5月末閉鎖
  - 東京シートたばこ工場（東京都品川区）：閉鎖後、1991年からJTビルが竣工する1995年まで本社として利用。跡地は再開発され、品川シーサイドフォレストとなった。
- 1990年9月末閉鎖
  - 高梁工場（岡山県高梁市）
  - 池田工場（徳島県三好郡池田町〈当時。現：三好市池田町〉）：閉鎖後、住友電装との合弁で自動車部品メーカー「四国JTS電装」池田工場に改装されたが、こちらも2005年に閉鎖となり、跡地は阿波池田バスターミナルとショッピングセンターのフレスポ阿波池田となった。
- 1991年2月末閉鎖
  - 水戸工場（茨城県水戸市）
- 1993年8月末閉鎖
  - 熊本工場（熊本県熊本市）：跡地は商業施設のジョイフルタウン大江と住宅展示場のJTハウジングガーデン大江→商業施設のゆめタウン大江→ゆめマート大江となった。
- 1996年3月末閉鎖
  - 倉敷工場（岡山県倉敷市）：跡地は隣接する工場の駐車場に転用されたほか、宅地化されている。
- 1996年6月末閉鎖
  - 岡山工場（岡山県岡山市）：跡地は商業施設のジョイフルタウン岡山→杜の街グレースとなった。
- 1999年9月末閉鎖
  - 水戸印刷工場（茨城県水戸市）
  - 京都印刷工場（京都府京都市南区）
- 2003年3月末閉鎖
  - 仙台工場（宮城県仙台市宮城野区）
  - 名古屋工場（愛知県名古屋市東区）：跡地はイオンモールナゴヤドーム前となった。
  - 橋本工場（和歌山県橋本市）
- 2004年3月末閉鎖
  - 広島工場（広島県広島市南区）：跡地はゆめタウン広島
  - 府中工場（広島県府中市）：跡地は府中市立府中小学校・府中中学校
  - 松山工場（愛媛県松山市）：跡地はフジ藤原店･ケーズデンキ松山藤原店など。当初はゆめタウンが出店する方向で話が進んでいたが、地元の反対に遭い最終的に今の姿となった。
  - 那覇工場（沖縄県那覇市）
- 2005年3月末閉鎖
  - 函館工場（北海道函館市）
  - 高崎工場（群馬県高崎市）
  - 上田工場（長野県上田市）：跡地は商業施設のアリオ上田となった。
  - 東京工場（東京都墨田区）
  - 機械製作所（東京都北区)
  - 徳島工場（徳島県鳴門市）：跡地は日亜化学工業鳴門工場となった。
  - 高松工場（香川県高松市）：跡地は香川県立中央病院となった。
  - 臼杵工場（大分県臼杵市）
  - 都城工場（宮崎県都城市）
  - 鹿児島工場（鹿児島県鹿児島市）：跡地は鹿児島市立病院と鹿児島市交通局・電車部門局舎
- 2006年3月末閉鎖
  - 防府製薬工場（山口県防府市）
- 2009年3月末閉鎖
  - 金沢工場（石川県金沢市）
- 2010年3月末閉鎖
  - 盛岡工場（岩手県盛岡市）：跡地はアクロスプラザ盛岡みたけとなった。
  - 米子工場（鳥取県米子市）
- 2011年3月末閉鎖
  - 小田原工場（神奈川県小田原市）
- 2012年3月末閉鎖
  - 防府工場（山口県防府市）
- 2015年3月末閉鎖 [63]
  - 郡山工場（福島県郡山市）
  - 浜松工場（静岡県浜松市中区〈現：中央区〉）[注釈 7]：跡地は2022年ごろから再開発が始まり、住宅分譲地や商業施設が建設される予定。
  - 特機事業部（兵庫県明石市）
  - 岡山印刷工場（岡山県岡山市北区）
  - 東日本原料本部（福島県須賀川市）→原料処理機能の閉鎖
- 2016年3月末閉鎖 [63]
  - 平塚工場（神奈川県平塚市）：跡地は大型複合商業施設「スーパービバホーム湘南平塚」が開業[64][65]。
- 2022年3月末閉鎖
  - 九州工場（福岡県筑紫野市）

## 販売関連

### たばこ販売時間
有人店舗（コンビニエンスストアなど）を除き、かつて自動販売機でのたばこの販売は、深夜帯の販売が（午後11時から翌朝5時まで）「自主的に」停止されていた。しかし、taspo対応のたばこ自動販売機については2008年以降、順次24時間自動販売機にて販売している。

### 禁煙区分でのたばこ販売
2004年3月31日付で、たばこ事業法関連の、小売業販売業許可等取扱要領が改定された。これによりたばこを販売するには喫煙所の設置が義務付けられた。劇場、百貨店、スーパーマーケット、鉄道駅などが対象となっている。全面禁煙の場所（例・JR東日本の東京近郊区間や地下鉄や関東地方の大手私鉄の鉄道駅など）においてはたばこの販売は原則として認められていない。ただし、2003年5月1日以前にたばこ販売許可を受けていた場所（駅構内の売店）については、経過措置として当分の間、販売許可取り消しにはならないことになった。
2003年5月1日以降の新規申請については喫煙所が設置されていない場合、販売が許可されない。

## 関連会社

### 子会社
主な子会社は以下のとおり。
- テーブルマーク（完全子会社）：旧社名は加ト吉。
  - ジェイティフーズ：かつては旭化成の子会社で、社名は旭フーズであった。
  - 富士食品工業
  - グリーンフーズ
  - ケイエス冷凍食品
- 日本たばこアイメックス（完全子会社）
- 日本フィルター工業（87.57%所有）
- ジェイティクリエイティブサービス（完全子会社）
- 鳥居薬品（54.80%[67]所有）：医薬品の製造・販売。新薬の研究開発は、JT医薬総合研究所が担当している。
- TSネットワーク（完全子会社）
- 富士フレーバー（完全子会社）
- JTインターナショナル（完全子会社）：1999年に買収したRJRナビスコの米国外たばこ事業（旧R.J.レイノルズ・インターナショナル）。本社はジュネーブ。
- ギャラハー（完全子会社）

ほか

### 特定投資株式
2020年度時点で、以下の会社の株式を保有している。
- セブン&アイ・ホールディングス
  - たばこ販売および販売促進活動上の協力関係を目的とする（セブン-イレブンほか）。
- ドトール・日レスホールディングス
  - 分煙環境整備に関する協業などを目的とする（ドトールコーヒーなど）。
- 日本空港ビルデング
  - 分煙環境整備に関する協業などを目的とする（羽田空港ターミナルビル）。
- 東海旅客鉄道（JR東海）
  - 分煙環境整備に関する協業などを目的とする（東海道新幹線など）。
  - JR東海も日本たばこ産業の株主であり、株を持ち合っている[68]。
  - 西日本旅客鉄道（JR西日本）の株式も保有していたが、2019年度に売却した[68]。
- ヨシムラ・フード・ホールディングス（食品製造など）
  - 人財交流、情報交換などを行うことを目的とする。
- ダイセル：原材料メーカー。
- 日本通運：製品物流における協力会社。
- 東京自働機械製作所：たばこ自動販売機製造。

### 商業施設
- ジョイフルタウン秦野：秦野工場跡地。1995年11月19日開業。JTがオーナー。
- イオンモール茨木：茨木工場跡地。2001年1月1日開業。旧・マイカル茨木。
- 品川シーサイドフォレスト：品川工場跡地。
  - イオン品川シーサイドショッピングセンター：2002年10月開業。JTがオーナー。
- イオンモールナゴヤドーム前：名古屋工場跡地。2006年3月開業。旧イオンナゴヤドーム前ショッピングセンター。JTがオーナー。
- ゆめタウン広島：広島工場跡地。2008年2月開業。店内フードコート内にJTの喫煙コーナーがある。
- せんだい 宮の杜：仙台工場跡地。2009年秋 - 2010年春にかけて順次開業した複合施設。

### 過去の関連会社
- JT徳島プリンスホテル
  - 支社跡地に建てられた。合弁会社ではなくJTの完全子会社（いわばフランチャイズ）。2004年にプリンスホテルに事業譲渡され、同年3月31日付で解散、同年4月16日付で特別清算、同年12月11日付で特別清算終結決定。その後2007年3月にルートインジャパンに売却され、同年5月末日でプリンスホテルでの運営は終了。2008年3月末日までは徳島プリンスホテルの名称で運営され、現在は徳島グランヴィリオホテルとなっている。
- ライフィックス （LIFIX）
  - 吉富製薬→ウェルファイドとの合弁による消費者向け医薬品・保健製品会社で、現在JTで取り扱う「ローヤルスター」などの健康飲料は同社から発売開始され、JTに移管された。「ライフィックス胃腸薬」、かぜ薬の「エザック」（「風邪」のローマ字「KAZE」を逆さにして「EZAK」が名前の由来）、ビタミン・保健剤の「ベッセンD」など主要銘柄の販売権・商標権などを日医工に譲渡し、2002年解散。CMキャラクターには藤井フミヤ（ライフィックス胃腸薬）、秋吉久美子（エザック）を起用していた。
- バーガーキングジャパン
  - 2001年事業停止後、休眠状態で放置されていた。2005年に特別清算。旧店舗を承継したロッテリアなどにより、2006年に同名の事業会社が再設立されている。
- フロンティア・リート・マネジメント
  - 2003年に全額出資により設立されたフロンティア不動産投資法人の運用会社。2008年3月に三井不動産へ全株譲渡、三井不動産フロンティアリートマネジメントに商号変更。
- ジャパンビバレッジホールディングス
  - ユニマットオフィスコ（現在のユニマットライフ）のグループ会社として自動販売機オペレーター業を営んでいたユニマットコーポレーションを、1998年にJTが子会社化。1988年から参入していた飲料事業との相乗効果を狙ったが、2015年にJTが飲料事業から撤退することに伴い、保有株式をサントリー食品インターナショナルに譲渡し、同社の子会社となった。
- ジェイティ不動産
  - 1987年10月に設立。三井不動産へ全株譲渡されたのち、2016年4月1日付で解散。

その他、企業としての経営はなかったものの、JTが「デイリーフィットネス」として運営していたフィットネス事業は撤退している。
- サンジェルマン（完全子会社）：かつては東急グループであった。2022年12月以降はクリエイト・レストランツ・ホールディングス傘下。
- ジェイティ飲料（完全子会社）：かつて同名の会社が存在したが、2003年にジェイティフーズに合併。その後、2008年に飲料販売部門を移管するために再び設立したが、2015年9月廃業。

### その他
- たばこと塩の博物館
- 塩事業センター
- 医薬総合研究所（日本たばこ産業）

## 不祥事・社会問題

### ロジャー・スクルートン問題
2002年にWHOの反たばこキャンペーンを批判する見返りとして、日本たばこ産業がロジャー・スクルートンに月間4500ポンドを支払っていたことが判明した。流出したスクルートンのメールは『ウォールストリート・ジャーナル』（WSJ）、『タイムズ、デイリー・テレグラフ』、『スペクテイター』、『フィナンシャル・タイムズ』（FT）、『エコノミスト』、『インディペンデント』、『ニュー・ステイツマン』などの新聞、雑誌へ反反タバコの寄稿したことの見返りとして、現行の月間4500ポンドの謝礼を1000ポンド増額するよう依頼した内容であった。賄賂を要求していたロジャー・スクルートンが毎週連載していたコラムは、各メディアで中止となった。詳細はロジャー・スクルートン参照。

### 全国初の受動喫煙防止条例に対する不正投票問題
神奈川県が、2006年12月27日～2007年1月26日にかけて、「条例で公共の場所の喫煙を規制すること」の是非を問うアンケートをインターネット上で実施し、アンケート結果では賛成票が多数を占めていたが、締切直前になって突如反対票が上回る事態となった。調査の結果、JTが社員などにアンケートで「反対」の投票をするよう依頼し、組織的に不正投票を行っていたことが判明した。JTは「条例が成立すれば他の自治体にも波及するおそれがあった」と不正を認めた上で「条例反対はあくまで我が社のスタンス」と述べた。この件を受けて神奈川県はアンケートを無作為抽出・郵送方式でやり直し、2007年12月12日に発表された再アンケートの結果は賛成票が88.5%を占めた。2010年4月1日に「神奈川県公共的施設における受動喫煙防止条例」が施行され、これは全国初の受動喫煙防止条例となった。

### たばこ税増税反対署名活動
2008年（平成20年）10月1日より、全国たばこ販売協同組合連合会及び全国たばこ耕作組合中央会とともにインターネット及びたばこ販売店において「たばこ税増税反対署名活動」を開始した。増税反対の論拠として、
1. 財源不足を補うための「取りやすいところから取る」という、安易で安直な増税である。
2. たばこは過去何度にも渡り増税させられている。（1998年（平成10年）・2003年（平成15年）・2006年（平成18年）と3度の増税が実施されており、2010年（平成22年）10月1日には、過去例の無い「大幅な『たばこ税増税』が実施」された。）しかし消費税は、1997年（平成9年）に5%の増税以来、増税はされていない。
3. たばこは租税負担率が小売定価の6割超にのぼる、租税負担の大きい商品である[注釈 8]。
4. 特定の商品、愛煙家及び葉タバコ農家や煙草屋など、業界にのみ過大な負担を強いるものである。

などなどを挙げている。
活動開始と同時に、ポスターや新聞紙上、インターネットバナー広告などで増税反対の意見広告を展開しており、さらに増税反対を積極的に発信するサイト「たばこ税ドットコム」をオープンさせた。なお、たばこ税増税の賛否については、2008年5月31日より、たばこ問題情報センターが運営するサイトにおいて、たばこ値上げ賛成署名運動も行われている。

### 政界との関係
民営化された後も、日本専売公社時代からの政界との深い繋がりを維持している。
- 自由民主党たばこ特別委員会

#### 政治団体
- 全国たばこ販売協同組合連合会（自民党の支持団体）
- 全国たばこ販売政治連盟（自民党の支持団体）

#### 議員連盟
- もくもく会（超党派の議員連盟）
- 自民党たばこ議員連盟

## ポイ捨て拾い活動・喫煙者マナー啓蒙活動
歩きタバコに反対し、たばこ吸い殻のポイ捨てが多くなっていることから、取手市で取手市たばこ販売組合と取手駅前清掃活動を行っている。公共の場での適切な分煙、喫煙マナー向上などの喫煙環境の改善により、喫煙者・非喫煙者が共存できる調和ある社会が実現されることが望ましいとしている。「吸う人と吸わない人が共存できる未来を目指し、マナーの活動を続けていきます。」として、2004年5月3日から「ひろえば街が好きになる運動」というゴミ拾いなどしている。

## メディア広告

### 放送媒体における広告
- 昭和の時代から平成初期にかけては、たばこ銘柄のテレビCMを行っていたが、1994年（平成6年）の『製造たばこに係る広告を行う際の指針（平成元年大蔵省告示第百七十六号）[79]』の公布以降、たばこ広告は自主規制が敷かれ、1998年（平成10年）4月1日[80]、自主規制の強化ということで、たばこ銘柄のテレビCMは放送を終了した[81]。その後、2004年（平成16年）に日本国が署名し2005年（平成17年）に発効した『たばこの規制に関する世界保健機関枠組条約』により、たばこテレビCMは条約で禁止されている。以降、放送媒体で行われる広告活動としては、JT製の飲料・食品や喫煙マナー・企業イベント、企業のイメージ広告などのCMを行っている。
- 企業CMではバレーボール実業団チームのJTサンダーズ広島（男子）、JTマーヴェラス（女子）の主要選手らが出演している。
- 喫煙マナーの啓蒙広告「大人たばこ養成講座」では、ポイ捨て・歩きタバコや禁煙場所での喫煙を慎むよう求め、分煙や喫煙所の利用などを訴えている。
- テレビにおいて「サウンドロゴ」（企業スローガン）を放送しており、2009年以降の企業スローガンは「ひとのときを､想う｡」。
- それ以前の企業スローガン・キャッチコピーは「あなたにジョイフルタイム」（初代）、「Have A Joyfull Time!（ハブ・ア・ジョイフルタイム!）」（2代目）、「新しい種を捲こうと思う。」（3代目）、「あ､ディライト」（4代目）、「MEET YOUR DERIGHT（ミート・ユア・ディライト）」（5代目）、「The Deright Factory（ザ・ディライト・ファクトリー）」（6代目）である。
- 民営化直後から88年のJTブランド導入まではハーベストゴールドのシンボルカラーで染められた左から細い楕円・太い楕円・真円をあしらい動きのある円のイメージで「日本たばこ（産業株式会社）」のロゴタイプを入れ、心に潤いと安らぎや悦びを作り出すたばこの意義とたばこを越えた新しい世界への広がりとそれを開拓する意気込みやエネルギーを象徴する形とした[82]。JTブランド導入直後（昭和末期～平成初期）は「JT・日本たばこ」という風に社名とブランド名を併記して読み上げていたが、1989年4月以降はCMにおいても「JT」ブランドを前面に出しており、社名である「日本たばこ産業」の名称はCMでは基本的に使われていない。

#### モータースポーツ
- 1986年からCABINブランドでのスポンサードを開始し、「CABIN RACING」というプロジェクトを展開した。
- 1992年には片山右京と共にF1にも参戦し、1994年からMILD SEVENにブランドを変更した（国内は引き続きCABINブランド）。
- 1995年をもって「CABIN RACING」の活動は休止され、国内ではドライバー数名へのサポート（MILD SEVENブランド）に規模が縮小され、F1を中心としたスポンサー活動に移行していった。
- F1では、片山右京の所属したラルース（1992年：CABIN）・ティレル（1993年：CABIN、1994年～1996年：MILD SEVEN）・ミナルディ（1997年：MILD SEVEN）の他、ベネトン及びルノーのメインスポンサー（1994年～2006年：MILD SEVEN）を務めた。
- しかし、EU内でのたばこ広告禁止に伴い、2006年をもってスポンサー活動を終了した。

### スポーツ
- JT硬式野球部 - 現在活動休止中
- 広島サンダーズ - （男子バレーボール・SVリーグ）
- 大阪マーヴェラス - （女子バレーボール・同上）
- JT東京ブラスターズ (9人制男子バレーボール・全日本9人制バレーボールトップリーグ)
- ゴルフ日本シリーズ・JTカップ

### イベント
- ライブ・アンダー・ザ・スカイ：1977年から1992年の夏季に行われたジャズイベント。専売公社の時代からスポンサーであった。
- 将棋日本シリーズ（2011年度まではJT将棋日本シリーズ。2012年度からは子会社のテーブルマークも協賛社に加わり同シリーズ内の大会が「JTプロ公式戦」「テーブルマークこども大会」と変更。この棋戦の協賛により2003年、日本将棋連盟より大山康晴賞を授与された。）
- 秦野たばこ祭（毎年9月に行われており、JTが最大のスポンサー）
- ひろえば街が好きになる運動（全国で行っている清掃活動）
- 大人たばこ養成講座（喫煙マナー向上活動）
- JTフォーラム　養老孟司、畑正憲、鈴木敏夫（スタジオジブリ代表取締役）などの著名人を招いて講演会を実施。[83]

## テレビ・ラジオ提供番組

### 現在（全て企業CMで、主に30秒）

#### テレビ（2023年4月現在）

##### 日本テレビ系列
※2020年10月からは、絨毯つきのカラー表記に変更された。
- ぐるぐるナインティナイン（2022年10月 - ）[注釈 10][注釈 11]
- news zero（2019年10月より月曜日のみ提供。中盤ネットワークセールス枠。時期は不明だが、火曜日・木曜日の提供経験あり）[注釈 10][注釈 12]

##### TBS系列
- news23（全国中盤ニュース枠・隔日）
- 水曜日のダウンタウン（2019年10月 - ）[注釈 13]

##### フジテレビ系列
- 土曜プレミアム（提供枠は前半・後半を隔週で入れ替え）[注釈 14]
- FNN Live News α（前半ネットワークセールス枠・隔日）[注釈 15]

##### テレビ朝日系列
- 報道ステーション（火曜日のみ）
- マツコ&有吉 かりそめ天国（2022年4月 - ）[注釈 16][注釈 17]

##### テレビ東京系
- カンブリア宮殿（2009年3月まで並び2011年4月からは30秒、2009年4月から2011年3月まで筆頭で提供）

#### ラジオ

##### J-WAVE
- JT TIMELESS THEATER〜NeoClassica(2025年1月3日- 、一社提供)

##### ニッポン放送
- JT presents 週刊!オトナ塾（一社提供）
- オールナイトニッポンR
- ニッポン放送ショウアップナイター（2020年6月より火曜日のみ提供。）

ほか

##### TOKYO FM系列
- Skyrocket Company
  - JT PRECIOUS TIME MEMORIES（2014年3月3日 - 3月20日）
- TOKYO FM ホリデースペシャル
  - 2014年3月21日：マンボウやしろ浜崎美保

### 過去

#### 日本テレビ系列
- TVムック・謎学の旅（一社提供）
- 発明将軍ダウンタウン（30分時代は一社提供）
- Still Life（一社提供）
- サンクチュアリ/大人の聖域（一社提供）
- ズームイン!!SUPER
- NNNきょうの出来事※同業者のB&Wタバコが提供していた時期もあった。
- 世界まる見え!テレビ特捜部（2009年10月 - 2012年3月、2019年4月 - 9月）
- スーパーテレビ情報最前線（2003年10月 - 2004年9月）
- オジサンズ11（筆頭スポンサー）
- 未知の世界を撮りたい 驚き(秘)映像ハンター!ドリームビジョン
- ザ!世界仰天ニュース（2004年4月 - 2013年9月）
- 天才!志村どうぶつ園（2004年4月 - 9月）
- どっちの料理ショー（2004年4月 - 2005年4月・読売テレビ制作）
- 金曜ロードショー（2009年4月から9月は60秒、2009年10月から2010年3月まで30秒）[注釈 18]
- ウンナン世界征服宣言
- アナザースカイ（一社提供→2016年4月から2018年9月まで筆頭スポンサー）
- サッカーアース
- ズームイン!!サタデー
- 億万のココロ・愛しのマネー$伝説（60秒、2005年4月 - 9月）
- エンタの神様（2005年4月 - 2009年3月）[注釈 19]
- 恋のから騒ぎ（2006年10月 - 2007年9月）[注釈 20]
- ザ!鉄腕!DASH!!（30分時代一社提供→2006年10月から2011年9月までの一時期、複数社で参加）
- 所ジョージのオトナのにほへ（一社提供）→GOB（前半のみ一社提供）→DAISUKI!（番組当初は一社提供）
- しゃべくり007 (2019年10月 - 2022年9月）[注釈 21]
- 行列のできる法律相談所→行列のできる相談所（2013年10月 - 2024年3月）[注釈 22][注釈 10]

#### TBS系列
- 月曜ロードショー
- みのもんたの朝ズバッ!
- TBS木曜10時枠の連続ドラマ
- うたばん→ザ・ミュージックアワー（2009年4月 - 2010年9月）
- ウンナンのホントコ!
- 水曜ノンフィクション
- 毎日放送制作日曜22:30枠→23:00枠
  - ハロー!人間グラフィティ→Ryu's Bar 気ままにいい夜→植木等デラックス→JTドラマBOX→優雅なエゴイズム→たかじん・ナオコのシャベタリーノ! ※『シャベタリーノ!』のみ同社含む複数社提供。それ以外は一社提供。
- ダンロップフェニックストーナメント（毎日放送・宮崎放送共同制作）※1980年代後半 - 1991年、2000年
- 甦るマヤ・1990〜密林に眠る大王を探して〜（毎日放送制作・TBS系列）※1990年9月2日放送
- Nスタ（全国ニュース枠・火曜日）
- ニンゲン観察バラエティ モニタリング（2019年4月 - 9月、木曜21時台）
- ぴったんこカン・カン（2010年10月 - 2013年3月）[注釈 23]
- 水曜プレミア
- 青春！島田学校(一社提供)

#### フジテレビ系列
- ゴールデン洋画劇場（1999年4月から2003年3月は60秒、2003年4月から30秒に縮小）
- 森田一義アワー 笑っていいとも!（後半ネットセールス枠・隔日提供、1991年3月まで）
- ヒットパレード90's
- うれしたのし大好き
- 笑う犬の生活-YARANEVA!-
- めざましテレビ
- めざましどようび
- FNNスーパーニュース（全国ニュース枠・隔日提供）
- フジテレビ火曜9時枠の連続ドラマ ※長年続いた小林製薬から引き継いだ。
- メントレG（2007年10月 - 2008年3月）[注釈 24]
- ニュースJAPAN（プロ野球ニュース内）（テレビ大分・テレビ宮崎を除く）※1998年3月まで前半ナショナルセールス枠では同業者のB&Wタバコが提供。
- スポーツワイド プロ野球ニュース

#### テレビ朝日系列
- ワールドプロレスリング（途中降板）
- クイズプレゼンバラエティー Qさま!!
- ビートたけしのTVタックル
- ストライクTV（全国前半枠）
- ロンドンハーツ（2019年4月 - 9月[注釈 25]）
- アドレな!ガレッジ（関東ローカルのみ）
- 水曜20時枠
  - そうだったのか!池上彰の学べるニュース→ くりぃむクイズ ミラクル9
- いきなり!黄金伝説。
- 木曜ドラマ
- Oh!どや顔サミット（ABCテレビ制作）
- ナニコレ珍百景（2019年10月 - 2022年3月、「ロンドンハーツ」から移動）
- 日曜エンターテインメント
- スポーツフロンティア

#### テレビ東京系列
- 木曜洋画劇場（途中降板）
- ワールドビジネスサテライト
- ワールドビジネスサテライト土曜版
- モヤモヤさまぁ〜ず2（2019年4月 - 2022年3月）

#### その他
- カルチャーSHOwQ〜21世紀テレビ検定〜（tvkほか・複数社提供）
- たかじんnoばぁ〜（読売テレビ・前半のみ。一社提供していた時期あり）
- ドォーモ（九州朝日放送・月曜日のみ）
- 週刊!JTサンダーズ（中国放送・一社提供）
- いきつけ（BSフジ・一社提供）

ほか

## ソフトドリンクのイメージキャラクター
- 篠原涼子 「辻利」
- 小高恵美 HALF TIME ブランドPR
- 田原俊彦 「完熟豆」
- 越智静香 「デイリーフィットネス」
- 華原朋美 「桃の天然水」「復刻版・桃の天然水」「りんごの天然水」
- 浜崎あゆみ 「桃の天然水」「りんごの天然水」
- 吉井怜 「桃の天然水」
- デヴォン青木 「桃の天然水」
- ローラ「桃の天然水」
- 山口智子 「うぶ茶」
- モーニング娘。 「飲茶楼 （やむちゃろう）」
- 蛯原友里 「飲茶楼 （やむちゃろう）」
- 雛形あきこ 「飲茶楼 （やむちゃろう）」
- 鈴木紗理奈 「飲茶楼 （やむちゃろう）」
- 竹内結子 「GREEN'S」
- 石井正則（アリtoキリギリス） 「セノビー」

なお、缶コーヒー「ルーツ」のCM出演者については当該項目を参照。